# Cianeto de potássio
Cianeto de Potássio ou Cianureto de potássio é um composto químico altamente tóxico. Na verdade é o íon cianeto (CN) que causa a intoxicação, pois torna inerte a Citocromo c oxidase, impedindo a respiração celular,  o que por sua vez acarreta em uma morte rápida. A LD50 = 2.500 a 5.000 mg (2,5 a 5g). Soldados alemães da Segunda Guerra Mundial capturados usavam-no para cometer suicídio através de ingestão, assim como utilizado no suicídio coletivo de Jonestown. 
Deve-se ter extremo cuidado ao manipular esse composto, pois o contato com qualquer ácido converte esse composto ao ácido cianídrico (HCN), um composto letal. Tanto o cianeto de potássio quanto o ácido cianídrico são consideradas substâncias hematóxicas (que intoxicam o sangue), posto que o ácido cianídrico foi usado como arma química pelos alemães além de cloro gasoso e fosgênio.

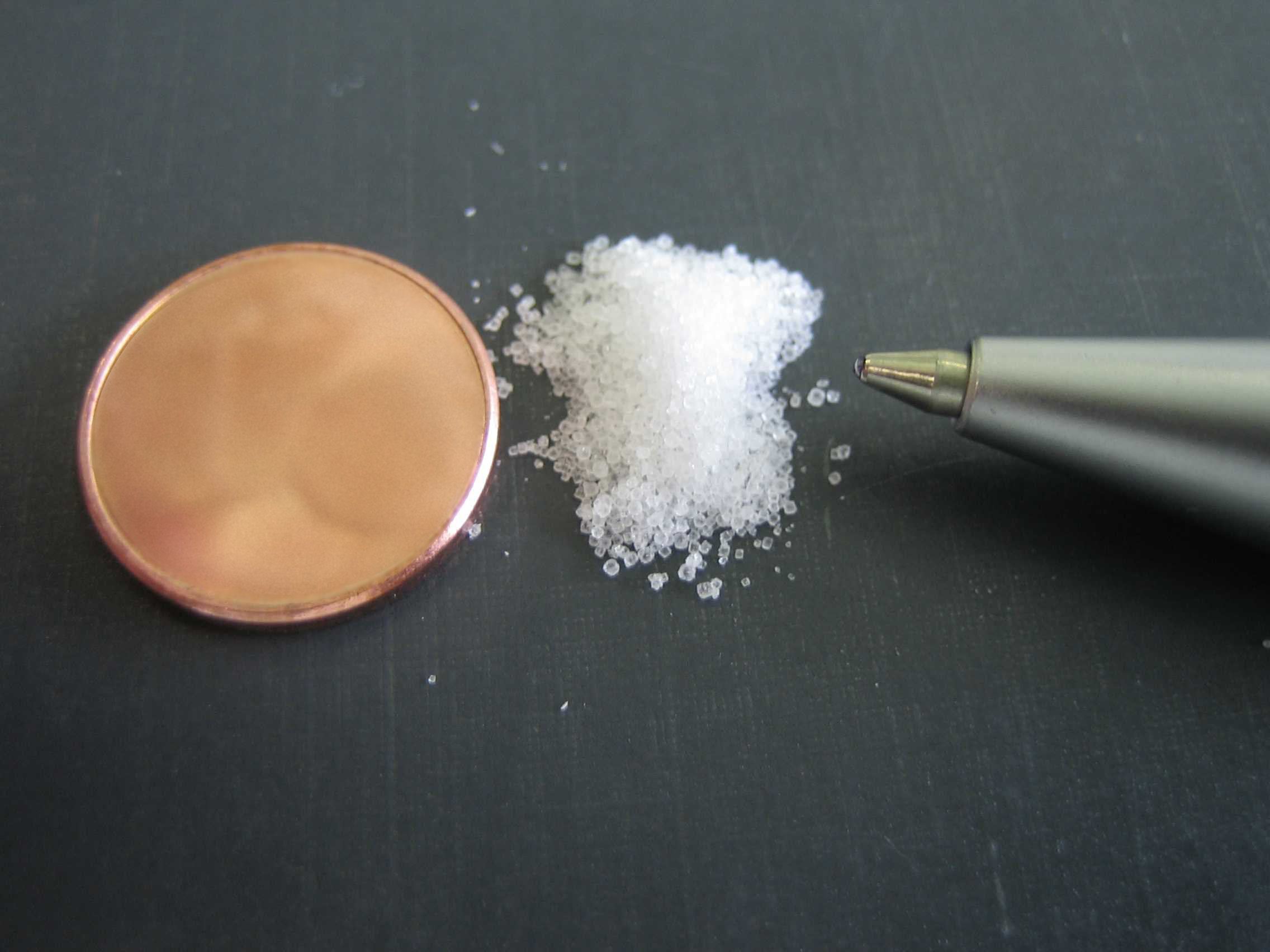
Dose mortal de cianureto de potássio

## Produção
KCN é produzido ao combinar cianeto de hidrogênio com hidróxido de potássio.
HCN + KOH   →   KCN  +  H2O
Aproximadamente 50,000 toneladas são produzidas anualmente (a produção de cianeto de sódio é 10x esta quantidade). É eliminado mais eficientemente com peróxido de hidrogênio:
KCN  +  H2O2  →  KOCN  +  H2O  